# 王孙铁路
王孙铁路是中国黑龙江省哈尔滨市境内的一条铁路，全长12公里，设3站，西起南岗区王岗镇的王岗站，接京哈铁路、王万铁路；东至香坊区的孙家站，接拉滨铁路。